# Anthony McMahon
Anthony McMahon, detto Tony (Bishop Auckland, 24 marzo 1986), è un allenatore di calcio ed ex calciatore inglese, di ruolo difensore.

## Palmarès

### Club

#### Competizioni giovanili
- FA Youth Cup: 1

Middlesbrough: 2003-2004